# 4434 Nikulin
4434 Nikulin (1981 RD5) là một tiểu hành tinh vành đai chính được phát hiện ngày 8 tháng 9 năm 1981 bởi L. V. Zhuravleva ở Nauchnyj.